# 擬ハロゲン
擬ハロゲン（ぎハロゲン、英: pseudohalogen）またはプソイドハロゲンは、ハロゲン原子に類似した性質を持つ原子団である。Ps と表される。擬ハロゲンの二量体分子は擬ハロゲン分子 Ps2 と言われる。

## 擬ハロゲン分子
擬ハロゲンは、ハロゲンと同様に擬ハロゲン化物イオン Ps−と、二量体分子である擬ハロゲン分子 Ps2 が存在し、互いに酸化還元反応により変換しあう。ただし、アジ化物のように擬ハロゲン化物イオン N3− が存在するものの二量体分子が安定に存在しないものもある。二量体分子は一般的に揮発性が高く、酸化力は電位が示す通り一般的にハロゲンより弱い。
Ps2 + 2 e− → 2 Ps−(aq)
(CN)2 + 2 e− → 2 CN−(aq), E°= 0.375 V
二量体である擬ハロゲン分子は、ハロゲンと同様に塩基性水溶液中で不均化するものもある。
(CN)2 + 2 OH− → CN− + OCN− + H2O
対称的な擬ハロゲン分子 (Ps-Ps) にはジシアン (CN)2、チオシアン (SCN)2、セレノシアン (SeCN)2、アジドジチオ炭酸 (N3CS2)2 などがあり、対称的な擬ハロゲン錯体にはジコバルトオクタカルボニル Co2(CO)8 がある。これは、仮想的なテトラカルボニルコバルト Co(CO)4 の二量体であると考えることができる。対称的でない擬ハロゲン (Ps-X) にはハロゲン化シアン (ClCN, BrCN, ICN) などがある。しばしば塩化ニトロシル NOCl も擬ハロゲンであると言われることがある。
トリフルオロメチル基も擬ハロゲンと言われ、例えばジメチル水銀は油状液体であるのに対し、ビス(トリフルオロメチル)水銀は水溶性の固体であり、水溶液は電導性を示す。
また、超原子であるアルミニウムのナノクラスターは振る舞いがハロゲンによく似ており、I3− のアナログである Al13I2− のようなイオンを形成するため、擬ハロゲンであると考えられる。これは極小スケールでの金属結合の効果に起因している。

## 擬ハロゲン化物
擬ハロゲン化物（ぎハロゲンかぶつ、英: pseudohalide）は、擬ハロゲンがそれ以外の原子団や原子と結合した化合物である。シアン化物、イソシアン化物、チオシアン化物などがある。対応するアニオンは擬ハロゲン化物イオンと言う。
錯体擬ハロゲン化物にはテトラカルボニルヒドリドコバルト(I) CoH(CO)4 がある。これは溶解度の低さにより、真のハロゲン化水素ほどではないが、十分強い酸である。
擬ハロゲン化物の挙動と化学的特性は、真のハロゲン化物とほとんど同じである。その内部の多重結合は擬ハロゲンの挙動に影響しない。強酸の擬ハロゲン化水素 HPs や、金属と反応して擬ハロゲン化物塩 MPs も形成する。
銀(I)塩 AgPs、鉛(II)塩 PbPs2、水銀(I)塩 Hg2Ps2 などは一般的に水に難溶であり、これらの軟らかい金属イオンと配位結合して錯体を形成しやすい。
PsX {\displaystyle \rightleftarrows \ } H+ + Ps−
Ag+ + 2 Ps− {\displaystyle \rightleftarrows \ } [AgPs2]−
有機化合物中において、擬ハロゲノ基は一般的に強力な電子求引基として働く。

## 擬ハロゲンおよび対応するアニオンと酸
| ハロゲン                   | ハロゲン       | ハロゲン   | ハロゲン  | ハロゲン         | ハロゲン |
|                            | ハロゲン       | アニオン   | E °       | ハロゲン化水素   | pKa      |
| -------------------------- | -------------- | ---------- | --------- | ---------------- | -------- |
| フッ素                     | F2             | F−         | 2.87 V    | HF               | 3.17     |
| 塩素                       | Cl2            | Cl−        | 1.35828 V | HCl              | −7       |
| 臭素                       | Br2            | Br−        | 1.0652 V  | HBr              | −9       |
| ヨウ素                     | I2             | I−         | 0.5355 V  | HI               | −10      |
| 擬ハロゲン                 |                |            |           |                  |          |
|                            | 擬ハロゲン     | アニオン   | E °       | 擬ハロゲン化水素 | pKa      |
| ジシアン                   | (CN)2          | CN−        | 0.375 V   | HCN              | 9.21     |
| オキソシアン               | (OCN)2（未知） | OCN−       |           | HNCO             | 3.48     |
| チオシアン                 | (SCN)2         | SCN−       | 0.77 V    | HNCS             | −1.32    |
| セレノシアン               | (NCSe)2        | SeCN−      |           | HNCSe            | −        |
| 雷酸塩                     | (CNO)2（未知） | CNO−       |           | HCNO             | −        |
| アジド                     | (N3)2（未知）  | N3−        |           | HN3              | 4.65     |
| ジコバルトオクタカルボニル | [Co(CO)4]2     | [Co(CO)4]− | −0.4 V    | H[Co(CO)4]       | −        |